# Blepharita aekaterinae
Blepharita aekaterinae là một loài bướm đêm trong họ Noctuidae.